# Haradanahalli Dodde Deve Gowda
Haradanahalli Doddegowda Deve Gowda (Haradanahalli (Brits-Indië), 18 mei 1933) is een Indiaas politicus. Hij was van juni 1996 tot april 1997 premier van India.

## Levensloop
Deve Gowda groeide op in een boerenfamilie en volgde een opleiding tot ingenieur. In 1954 werd hij lid van de Congrespartij. In 1962 nam hij zitting in de wetgevende vergadering van de deelstaat Karnataka als een onafhankelijke kandidaat. Hij was oppositieleider van een fractie van de Congrespartij, toen de partij in 1972 verdeeld raakte. Onder de noodtoestand die premier Indira Gandhi uitriep zat hij gevangen.
Later maakte Deve Gowda de overstap naar Janata Dal en was van 1983 tot 1988 minister in de regering van de deelstaat. In 1991 kwam hij voor de Janata Dal terecht in de Lok Sabha, het Indiase parlement. Zijn zetel vond hij op de achterste rij. Ruim drie jaar later keerde hij terug naar Karnataka, waar zijn partij bij verkiezingen een absolute meerderheid in het deelstaatparlement had behaald. Als premier trok hij meerdere buitenlandse investeerders aan.
Bij de landelijke verkiezingen van 1996 verloor de Congrespartij fors, maar geen andere partij haalde genoeg zetels om zelfstandig een regering te vormen. De Janata-partij was intussen opgegaan in de Bharatiya Janata-partij en deze maakte op haar beurt weer deel uit van het Verenigd Front. Het Verenigd Front besloot een coalitie te vormen met de Congrespartij en Deve Gowda werd in juni 1996 onverwacht naar voren geschoven als premier. Na het afhaken van een andere kandidaat was hij de minst controversiële kandidaat.
Zijn regering bleef korter dan een jaar in het zadel, toen de Congrespartij in maart 1997 zijn steun introk. Na een consensus onder de ondertussen zestien leden tellende coalitie, verving partijgenoot Inder Kumar Gujral hem als premier. In 1998 werd Deve Gowda herkozen in het parlement en is daar anno 2015 nog steeds lid van.
Jawaharlal Nehru · Gulzari Lal Nanda · Lal Bahadur Shastri · Indira Gandhi · Morarji Desai · Chaudhary Charan Singh · Rajiv Gandhi · Vishwanath Pratap Singh · Chandra Shekhar · Narasimha Rao · Atal Bihari Vajpayee · Haradanahalli Dodde Deve Gowda · Inder Kumar Gujral · Manmohan Singh · Narendra Modi
- Bibliothèque nationale de France: cb15819931c (data)
- Gemeinsame Normdatei: 120618133
- International Standard Name Identifier: 0000 0001 1457 5858
- Library of Congress Control Number: n89199393
- Virtual International Authority File: 161548045
- WorldCat: E39PBJcRdmVB94tVfDP8gPq84q